# Robin Pettilow
Robin Pettilow (aussi orthographié dans les sources d'époque Petit Lo, Petit Lop, Pettiloch, Petit Lieu, Petit Loup, Pittiloch, Petit-law, Pittilaw, Pettylaw, etc.), né à Dundee et mort en Gascogne en 1462, est dans la dernière partie de la guerre de Cent Ans un capitaine écossais au service du roi de France. 

## Biographie
Robin Pettilow nait à Dundee probablement au tout début du XVe siècle. 
Il est dans les dernières décennies de la guerre de Cent Ans un des principaux routier. D'abord au service de l'Angleterre, il se rallie à Charles VII pour lequel il dirige une compagnie de combattants écossais, notamment dans sa reconquête de le Guyenne entre septembre 1450 et octobre 1453, sous les ordres de Jean de L'Aigle, comte de Périgord et de Penthièvre, et aux côtés du maréchal de France Charles de Culant, de son frère Philippe de Culant, grand maître d'hôtel du roi,  d'Arnaud-Amanieu d'Albret et de Poton de Xaintrailles, bailli de Berry et premier écuyer. Il guerroie sur les rives de l'Adour et emporte Saint-Sever avec Jean Bureau peu avant 1444. On le trouve à la tête de 40 hommes d'armes et 80 archers dans le Gévaudan, puis il s'impose notamment à Dax (1451), à Bazas et à la bataille de la Male Jornada, dans les marais du Haillan,; Castelnau-de-Médoc, Lesparre et ravage le Médoc avec ses archers, harcelant dans toute la Gascogne les troupes de Talbot fraîchement débarqué d'Angleterre. Les auteurs récents estiment qu'il commande jusqu'à 200 lances (soit mille deux cents hommes, une lance étant un groupe composé d’un homme d'armes, de son valet, son page, d’un guisarmier et de deux archers).
En 1451, le roi lui accorde la nationalité française, l'appelant « bien ame escuyer d'escuerie ». Il a épousé une fille de la maison gasconne de Gramont, dont il reste sans descendance. Il est seigneur de Clermont-Dessus dans l'actuel département de Lot-et-Garonne et de Sauveterre dans l'actuel Gers. Il acquiert en 1448 la moitié de la seigneurie d'Encausse du vicomte Raymond-Roger de Bruniquel, auquel il intente un procès en 1453, n'y ayant trouvé que la moitié des 100 livres de rente annuelle que le domaine était censé rapporter.
En 1454, il est au nombre des commissaires chargés de juger Pierre de Montferrand à Poitiers. Après la guerre le roi lui confie en récompense la charge de sénéchal des « Lannes » (des Landes, en remplacement de Jean Tiptost, sénéchal pour le roi d'Angleterre) de 1454 à au moins janvier 1461, un délégué du sénéchal de Guyenne. Également capitaine de Saint-Sever et  prévôt de la ville de Dax, il y tient une des nombreuses garnisons laissées en Gascogne pour éviter un retour des Anglais, et a conservé avec lui sa troupe d'Écossais, à la tête de laquelle il défile en 1460 à Bayonne et Dax. Le sénéchal de Guyenne, Olivier de Coëtivy lui reproche pourtant bientôt ses « excès et abus de justice », mais il échappe au procès qui lui est fait en 1456 à Bordeaux, et déploie contre celui qui pense être son supérieur une force de 4 000 arbalétriers. Sa compétence s'étend aux rives de l'Adour, de Bayonne à Sarrancolin. 
À la mort de Charles VII, Louis XI ne lui renouvelle pas son soutien, et la situation s'obscurcit pour les Écossais comme lui présents en Gascogne. Celui qu'on appelle le petit roi de Gascogne meurt en 1462, léguant ses possessions à son frère d'armes Robert Conigant.